# Cecil Frances Alexander
Cecil Frances Humphreys, coniugata Alexander (1818 – 1895), è stata una poetessa irlandese, autrice dei testi di celebri inni, fra cui il canto natalizio Once in Royal David's City (1848).

## Opere
- Moral songs, by the author of Hymns for little children, 1849.
- Poems on subjects in the Old Testament, 1854.
- Verses for holy seasons, 1858.
- The legend of the golden prayers, and other poems, 1859.
- Hymns for Little Children, 1871.